# Ferruccio Zambonini
Ferruccio Zambonini (Roma, 17 dicembre 1880 – Napoli, 12 gennaio 1932) è stato un mineralogista italiano.

## Biografia

### Formazione e carriera
Figlio di Gustavo e di Ersilia Zuccari, si è laureato a Roma in scienze naturali, diventando poi assistente nel Politecnico di Torino, dove approfondì la sua preparazione in fisica e chimica.
Nel 1906, dopo la grande eruzione del Vesuvio, giunse a Napoli ove gli venne affidato l'incarico di assistente al Real Museo Mineralogico dell'Università di Napoli.
Nel 1909 si trasferì presso l'Università di Sassari dopo aver vinto la cattedra di Mineralogia. È stato rettore dell'Università di Napoli dal 1923 al 1925 e dal 1930 al 1932. 
Socio dell'Accademia dei Lincei, della Società dei Naturalisti in Napoli, dell'Accademia dei XL e dell'Accademia delle Scienze di Torino, Zambonini fu presidente della Società Geologica Italiana nel 1928 e nel 1929. 
Morì il 12 gennaio 1932 a seguito di una crisi cardiaca. È stato sepolto a Montelabbate, paese natale della moglie, la pittrice Jole Guidi (1882-1955).

### Studi e ricerche
Zambonini fu particolarmente attivo nello studio della mineralogia vesuviana oltre che nello studio della cristallografia e della chimica di minerali di altre località (sia italiane, sia straniere).
Definì la legge della cristallografia, successivamente nota come "regola di Zambonini", la quale stabilisce che la formazione dei cristalli misti è condizionata dal raggio degli ioni vicarianti, più che dalle loro proprietà chimiche.
Svolse importanti studi sulle zeoliti. Tra le principali ricerche edite, trovano posto I minerali del Somma-Vesuvio, nel quale sono fornite informazioni sulla mineralogia del sistema Somma-Vesuvio, dal punto di vista della classificazione di 230 specie minerali (oltre a 24 dubbie) presenti in tale area, in funzione della giacitura. Di queste specie 62 sono rappresentative di località-tipo di quest'area, mentre 6 di queste sono tuttora uniche per la località.
Nel 1910 pubblicò invece Mineralogia Vesuviana trattato sulla mineralogia vesuviana, nel quale sono raccolti tutti i dati, disponibili a quel tempo, relativi ai minerali di tale zona. Nel 1912 il lavoro viene completato con la pubblicazione della Appendice della Mineralogia Vesuviana e, nel 1935, a cura del suo allievo Emanuele Quercigh viene pubblicata una edizione postuma della Mineralogia Vesuviana, completata con i dati raccolti da Zambonini dopo il 1912 ma che non poté pubblicare per via della sua morte.

## Opere principali
- Sulla galena formatasi nell'ultima eruzione vesuviana dell'Aprile 1906, Rendiconti della Reale Accademia dei Lincei, Vol. 15, 235-238, Roma, 1906.
- Notizie mineralogiche sull'eruzione vesuviana dell'Aprile 1906, Atti della Reale Accademia delle Scienze fisiche e matematiche di Napoli, Vol. 13, 1906.
- Mineralogia Vesuviana, Atti della Reale Accademia delle Scienze fisiche e matematiche di Napoli, Vol. 14, 1-386, 1910.
- Schopenhauer e la scienza moderna discorso per la solenne inaugurazione dell'anno accademico della Reale Università di Sassari (1910) - ditta G. Dessì Sassari 1911
- Appendice alla Mineralogia Vesuviana, Atti della Reale Accademia delle Scienze fisiche e matematiche di Napoli, Vol. 15, 1-51, 1912.
- Sulla palmierite del Vesuvio ed i minerali che l'accompagnano, Boll. R. Comit. Geol. It., Vol. 48: 1-30, 1920.
- Sulla presenza della picromerite tra i prodotti delle fumarole vesuviane, Annali del Reale Osservatorio Vesuviano, Vol. 2, 121-122, 1925.
- (EN) A chemical study of the yellow incrustations on the Vesuvian Lava of 1631, American Mineralogist, Vol. 12, 1-10, 1927.
- Mineralogia Vesuviana, II edizione a cura di E.Quercigh, Rendiconti della Reale Accademia delle Scienze fisiche e matematiche di Napoli, Vol. 20, 1935.